# Namahage
Namahage (ナマハゲ) é um ritual tradicional do folclore japonês que acontece no período do Shogatsu, ano novo lunar, na região da Península de Oga, prefeitura de Akita, no norte de Honshu.

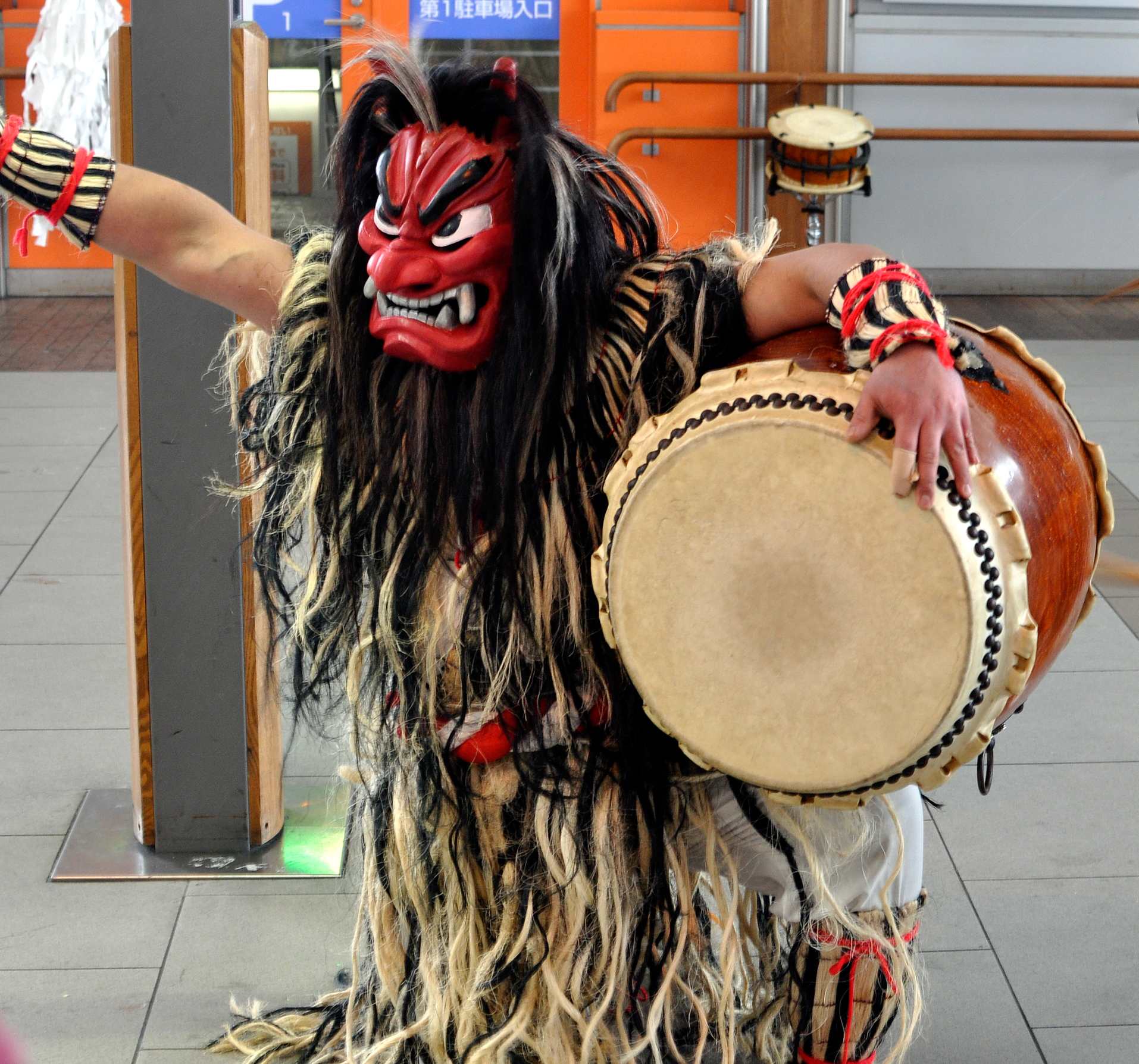
Roupa ritualística para o Namahage.

O ritual é conduzido por homens com máscaras assustadoras, armados com facas deba bōchō (出刃包丁, [出刃包丁] Erro: {{japonês}}: texto da transliteração contém caractere não latino (pos 1) (ajuda)) falsas, construídas em madeira ou papel machê, vestidos com roupas feitas de palha, tocando o teoke (手桶), balde feito de madeira.
Andam em grupos de duas ou três pessoas, batendo de porta em porta das casas dos moradores da região, aonde admoestam as crianças por serem preguiçosas ou por mau comportamento no último ano.

## Etimologia
O nome de Namahage vem de uma expressão do dialeto falado na região de Akita Namomi hagi, que significa as bolhas causadas pelos aquecedores colocados sob a mesa utilizada para aquecimento no inverno, conhecida como kotatsu. A presença de muitas bolhas seria um símbolo de preguiça, uma vez que atinge principalmente aqueles que passam muito tempo sentados sem fazer nada, em torno do kotatsu.

## Origem

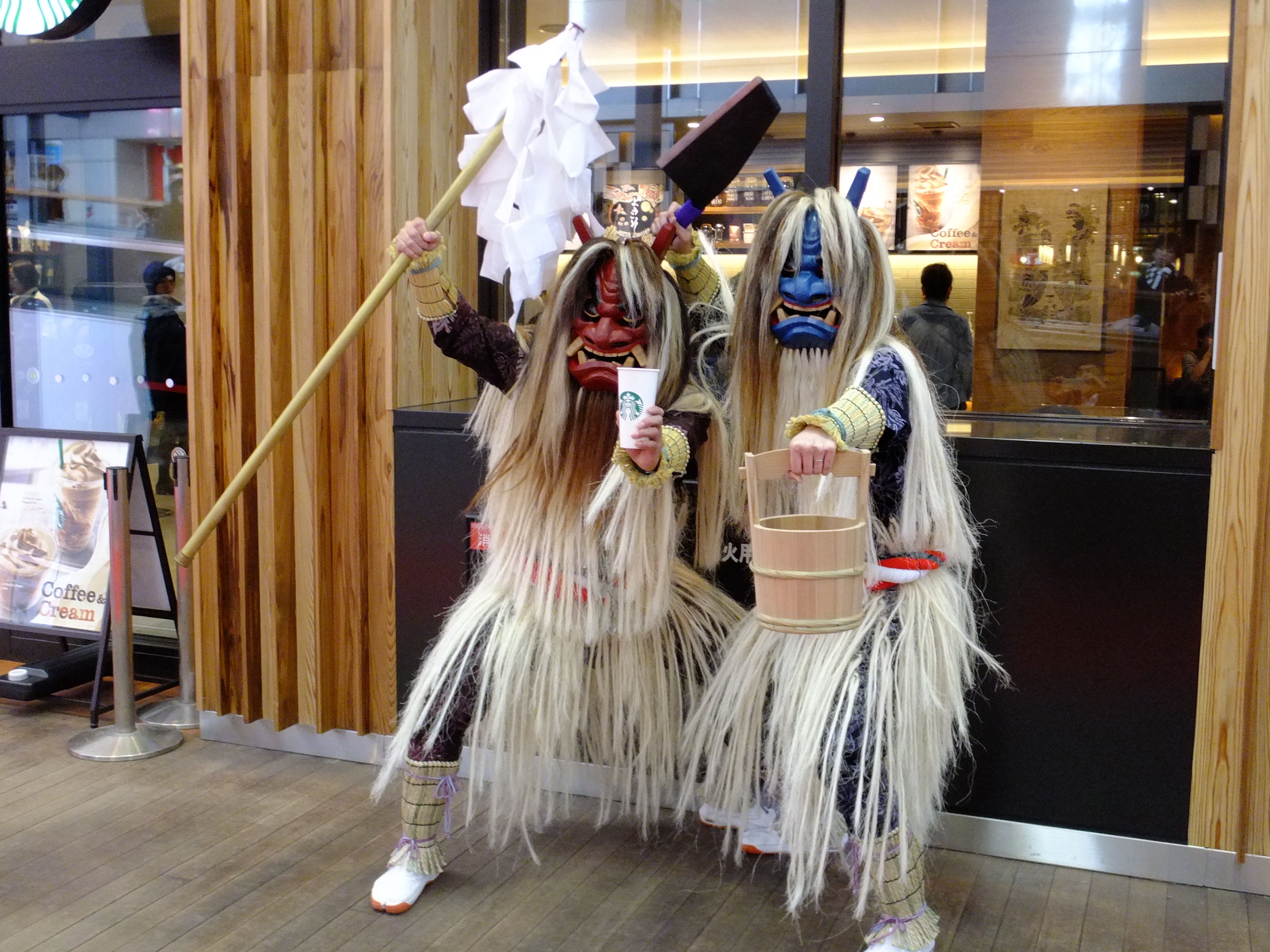
Namahage na Estação de Akita (2017).

A lenda do Namahage varia de acordo com a região. Uma lenda em Akita descreve a origem do namahage como sendo uma lenda da época do imperador Wu de Han (d. 87 aC) que veio da China para o Japão trazendo cinco ogros demoníacos. Os ogros foram morar nos dois picos mais altos de Akita, o Honzan (本 山) e o Shinzan (真 山). Esses onis, como são comumente chamados no Japão, roubavam as colheitas e raptavam as mulheres jovens das aldeias.
Os cidadãos de Oga fizeram uma aposta com os demônios, o desafio foi a construção de um caminho de pedra com o comprimento de mil passos, da aldeia para os cinco salões do santuário local, trabalho a ser concluído em uma única noite. Se os ogros concluíssem a tarefa os aldeões irão fornecer voluntariamente uma jovem a cada ano aos demônios, mas se eles falhassem na tarefa, eles teriam que abandonar a aldeia. Os ogros estavam prestes a completar o trabalho, quando um aldeão imitou o canto de um galo, indicando que a noite tinha terminado, enganando os ogros, que partiram acreditando que haviam falhado.

## Significados
O propósito óbvio do festival é incentivar as crianças pequenas a obedecerem seus pais e a se comportarem, qualidades importantes na sociedade fortemente estruturada do Japão. Os pais sabem quem são os atores do Namahage a cada ano e pedem que lições específicas sejam ensinadas aos seus filhos durante sua visita.
Alguns etnólogos e folcloristas sugerem que o ritual  está relacionado com a crença que divindades ou espíritos vindos do exterior para evitar os infortúnios e trazer sorte para o novo ano, enquanto outros acreditam que é um costume originário da região agrícola, aonde kamis, que são espíritos da natureza ou protetores ancestrais vem das montanhas sagradas para visitar as famílias.

## Rituais semelhantes
Tradições semelhantes em outras regiões do Japão são chamadas de:
- Yamahage em Yūwa, na cidade de Akita.
- Nagomehag (ナゴメハギ) em Noshiro.
- Amahage (アマハゲ, [アマハゲ] Erro: {{japonês}}: texto da transliteração contém caractere não latino (pos 1) (ajuda)) na Prefeitura de Yamagata.
- Amamehagi (あまめはぎ) na Prefeitura de Ishikawa.
- Appossha (あっぽっしゃ, [あっぽっしゃ] Erro: {{japonês}}: texto da transliteração contém caractere não latino (pos 1) (ajuda)) na Prefeitura de Fukui.
- Suneka (吉浜のスネカスネカ), Anmo, Nagomi ou Nagomihakuri no nordeste da Prefeitura de Iwate.
- Amaburakosagi (あまぶらこさぎ, [あまぶらこさぎ] Erro: {{japonês}}: texto da transliteração contém caractere não latino (pos 1) (ajuda)) em Shikoku, na  Prefeitura de Ehime.
- Toshidon (トシドン), nas Ilhas Koshikijima,  Prefeitura de Kagoshima[10]
- Akamata-Kuromata (アカマタ・クロマタ), nas Ilhas Yaeyama, Prefeitura de Okinawa[11]